# Commissione economica per l'America Latina e i Caraibi

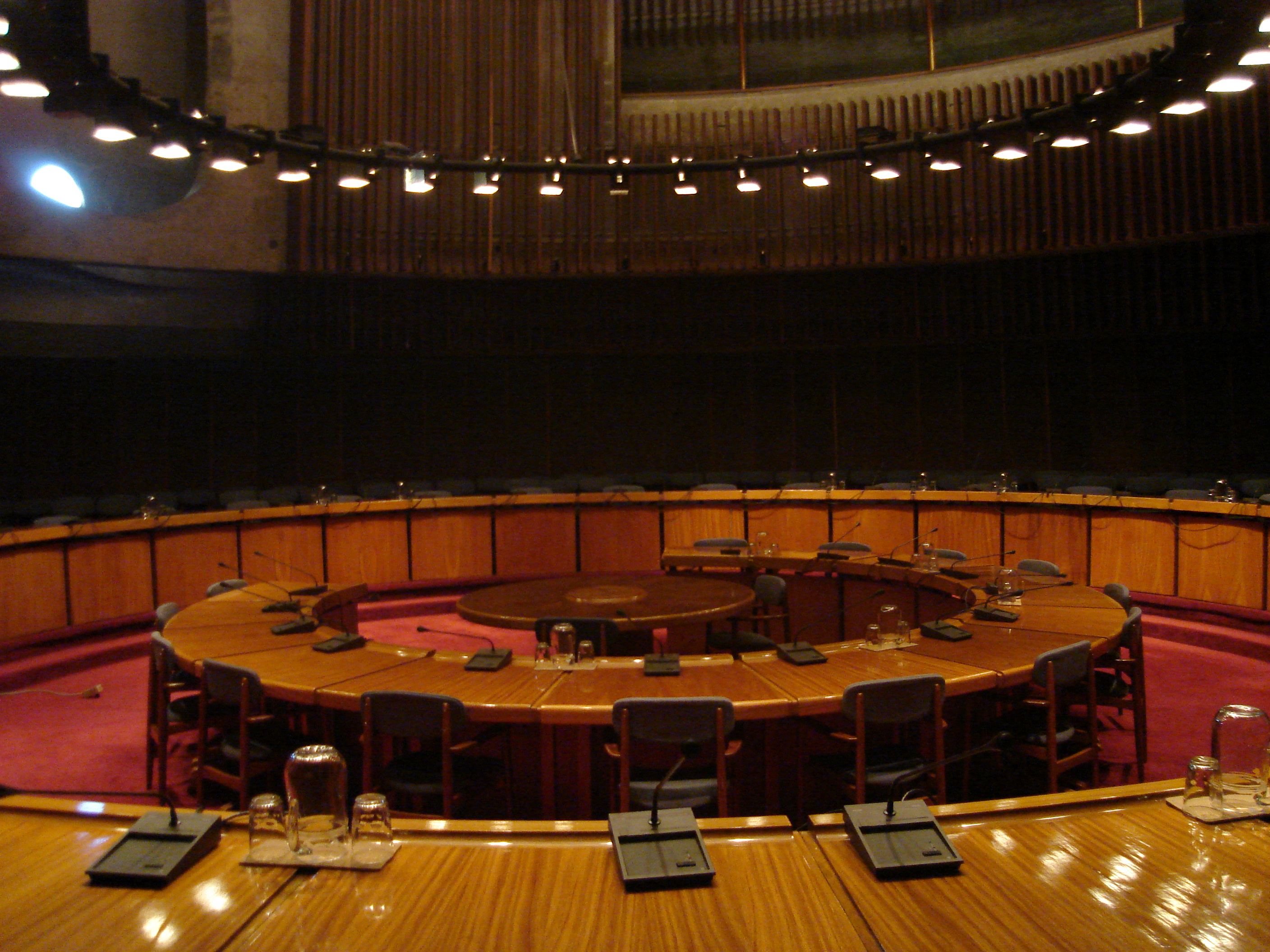
La sede della Commissione a Santiago del Cile.

La Commissione economica per l'America Latina e i Caraibi (o ECLAC, dall'acronimo inglese di Economic Commission for Latin America and the Caribbean) è una delle cinque commissioni economiche regionali che riportano al Consiglio economico e sociale (ECOSOC) delle Nazioni Unite.
Fu fondata dalle Nazioni Unite nel 1948.